# Gina Miller
Gina Miller (teljes nevén Gina Nadira Miller) (1965. április 19. –) guyanai-brit üzletasszony, a Brexit szempontjából jelentős egyik brit bírósági eljárás kezdeményezője.
A brit legfelsőbb bíróság 2017-ben az ő beadványának adott helyt és kötelezte a Theresa May által vezetett brit kormányt, hogy a brit parlamenttel előzetesen hagyassa jóvá a Brexit kapcsán szükséges európai uniós beadványokat. (Ezt May eredetileg el kívánta kerülni.)

2019. augusztus 29-én Miller bejelentette, hogy az angol parlament ülésszakának a Boris Johnson által kezdeményezett, a királynő által 2019. augusztus 28-án jóváhagyott, 2019. október 14-ig terjedő szüneteltetés (prorogation) ellen bírósághoz fordul.